# Guy Cénet
Pas d'image ? Cliquez ici

a Compétitions nationales et continentales officielles uniquement.

b Matchs officiels uniquement.
Guy Cenet, né le 9 octobre 1948 à Marseille, est un joueur de rugby à XIII évoluant au poste de troisième ligne dans les années 1960 et 1970.
Il joue au cours de sa carrière pour le RC Marseille, l'AS Carcassonne et le XIII Limouxin. Avec Carcassonne, il remporte le  Championnat de France en 1972.
Fort de ses performances en club, il est sélectionné en équipe de France et compte trois sélections entre 1971 et 1972.

## Palmarès
- Collectif :
  - Vainqueur du Championnat de France : 1972 (Carcassonne).
  - Finaliste de la Coupe de France : 1973 (Carcassonne).

### Détails en sélection de rugby à XIII
| 1. | 21 novembre 1971 | Nouvelle-Zélande | 2-24 | Test-match | Troisième ligne | - | - | - | - |
| 2. | 28 novembre 1971 | Nouvelle-Zélande | 3-3  | Test-match | Troisième ligne | - | - | - | - |
| 3. | 6 février 1972   | Grande-Bretagne  | 9-10 | Test-match | Troisième ligne | - | - | - | - |